# Chiriguanos
I chiriguanos sono una popolazione amerindia di lingua tupi-guarani, localizzata nella regione dello Yungas, in Bolivia, nei pressi del Rio Grande (fiume Bolivia).

## Storia
Sono originari del Paraguay, da cui emigrarono tra il XV e il XVI secolo. Durante le migrazioni, sterminarono 60000 aruachi della tribù chanè. Si allearono agli spagnoli nella conquista dell'Alto Perù.  Nel 1880 organizzarono una violenta ribellione contro il governo boliviano.

## Usi e costumi
In passato praticavano l'antropofagia e i sacrifici umani. Alla fine del XX secolo i chiriguanos erano meno di 20000 individui, perlopiù agricoltori e allevatori familiari con i costumi europei, pur mantenendo consuetudini della vita materiale e una religione manistica. Rinomata è la loro lavorazione della ceramica di derivazione andina, dalle forme e dalle decorazioni geometriche varie.